# Peter-Christian Müller-Graff

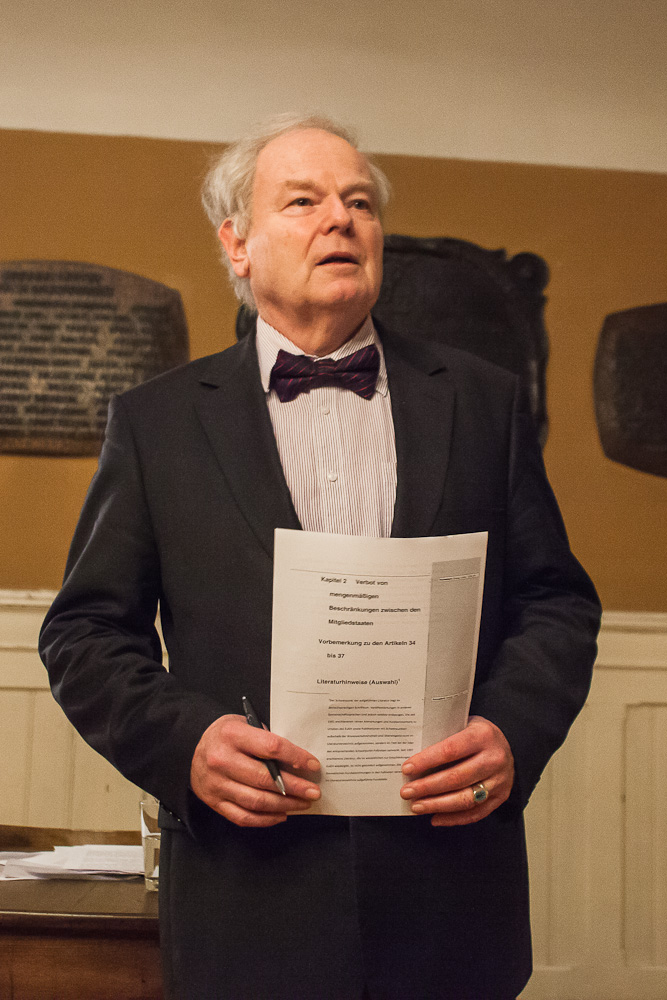
Peter-Christian Müller-Graff (2013)

Peter-Christian Müller-Graff (* 29. September 1945 in Freising) ist deutscher Rechtswissenschaftler. Von 1994 bis zu seiner Emeritierung 2016 hatte er einen Lehrstuhl für Bürgerliches Recht, Handels- und Wirtschaftsrecht, Europarecht und Rechtsvergleichung an der Universität Heidelberg.

## Beruflicher Werdegang und Wirken
Müller-Graff studierte Rechtswissenschaften an den Universitäten Göttingen, Berlin (FU) und Tübingen und war Stipendiat der Studienstiftung des deutschen Volkes. Dem ersten juristischen Staatsexamen (1969) schloss sich ein Studien- und Forschungsaufenthalt an der Cornell University an, von 1970 bis 1974 das Referendariat, 1973 Promotion bei Ludwig Raiser und 1974 das zweite Staatsexamen. Von 1974 bis 1982 war Müller-Graff Wissenschaftlicher Assistent bei Wernhard Möschel und habilitierte sich zum Thema „Unternehmensinvestitionen und Investitionssteuerung im Marktrecht“ ebenfalls in Tübingen. 
Von 1982 bis 1986 war er Professor an der Universität zu Köln. 1986 wurde er als Nachfolger von  Uwe John Ordinarius an der Universität Trier. 1994 wechselte er an die Universität Heidelberg, wo er bis zu seiner Emeritierung 2016 lehrte und anschließend Seniorprofessor wurde. In Heidelberg war er von 1999 bis 2004 Dekan der Juristischen Fakultät. 2002 bis 2004 war er Berater des Baden-Württembergischen Ministerpräsidenten bei dessen Mitgliedschaft im Europäischen Verfassungskonvent. 
Müller-Graff ist Mitherausgeber zahlreicher juristischer Zeitschriften und Mitglied zahlreicher wissenschaftlicher Vereinigungen, unter anderem ist er Vorsitzender des Vorstands des Arbeitskreises Europäische Integration (AEI). Von 2013 bis 2015 war er Vorsitzender des Deutschen Juristen-Fakultätentages; 2016 wurde er dessen Ehrenvorsitzender.
Schüler von Müller-Graff sind Cordula Stumpf (früher Professorin an der Martin-Luther-Universität Halle-Wittenberg), Friedemann Kainer (Professor für Wirtschafts- und Arbeitsrecht an der Universität Mannheim), Roman Guski (Privatdozent an der FU Berlin) und Julia Lübke (Professorin an der Friedrich-Schiller-Universität Jena).

## Forschungsschwerpunkt
Müller-Graff beschäftigt sich im Wesentlichen mit deutschem und europäischen Privat- und Wirtschaftsrecht sowie mit europäischem Verfassungsrecht. Seine Publikationen befassen sich dabei im Schwerpunkt mit wirtschaftsverfassungsrechtlichen Grundfragen (z. B. der Problematik der Investitionssteuerung und allgemein dem Verhältnis von Freiheit und Steuerung im europäischen Binnenmarkt) und der europäischen Integration. Später hat er vielfach zu Fragen des europäischen Verfassungsrechts geforscht und war Berater des Baden-Württembergischen Mitglieds des Verfassungskonvents (Europäischer Konvent) 2002/2003. Müller-Graff ist Autor und Herausgeber von etwa 700 Büchern und Aufsätzen.

## Ehrungen
- 1991 Trommsdorff-Medaille
- 1997 Honorary Jean-Monnet-Professor
- 2002 Doctor et Professor iuris prudentiae honoris causa der Eötvös Loránd Universität Budapest
- 2004 Universitätsmedaille der Ruprecht-Karls-Universität Heidelberg
- 2004 Bundesverdienstkreuz am Bande des Verdienstordens der Bundesrepublik Deutschland
- 2007 Großes Silbernes Ehrenzeichen für Verdienste um die Republik Österreich[2]
- 2008 Dr. phil. Honoris Causa der Universität Bergen (Norwegen)
- 2011 Dr. h. c. der Jagiellonen-Universität Krakau
- 2015 Mitglied der Academia Europaea
- 2015 Mérite européen en or
- 2015 Dr. h. c. der Nationalen und Kapodistrias-Universität Athen
- 2017 Cenu CAES, Preis der Tschechischen Vereinigung für Europastudien